# C418
Daniel Rosenfeld, dit C418, est un compositeur et musicien allemand, né le 9 mai 1989 à Chemnitz.
Il est principalement connu pour son travail sur les musiques d'ambiance et les effets sonores du jeu vidéo Minecraft, dont il est le principal compositeur.

## Jeunesse et débuts
Daniel Rosenfeld, fils d'un orfèvre russe et d'une mère allemande, est né et a grandi en Allemagne de l'Est, après la réunification. Il apprend à composer de la musique sur des anciennes versions de Schism Tracker et d'Ableton Live au début des années 2000, ces deux logiciels étant des outils rudimentaires à l'époque. C'est son frère qui l'initie à la composition musicale et lui fait découvrir Ableton Live,.
En 2007, C418 lance un blog où il poste une nouvelle musique chaque semaine[source secondaire nécessaire]. Dans le même temps, il commence à s'intéresser à l'audio et au développement de jeux vidéo, ce qui le fait rejoindre un forum de développeurs indépendant nommé TIGSource où il s'implique dans la création de nombreux petits jeux.

## Minecraft
Sur TIGSource, C418 commence à collaborer avec le créateur de Minecraft, Markus Persson. Il est responsable des effets sonores et de la musique du jeu, et la faible puissance du moteur son du jeu demande au musicien allemand d'être inventif dans sa création.
Étant un travailleur indépendant, Daniel Rosenfeld n'est pas salarié de Mojang, la société à l'origine de Minecraft. Il possède cependant les droits sur toutes les musiques du jeu, et son premier album issu de son travail sur le jeu de Markus Persson, intitulé Minecraft – Volume Alpha, est publié le 4 mars 2011.
Le 9 novembre 2013, il réalise le second album des musiques de Minecraft, nommé Minecraft – Volume Beta, qui est ensuite publié en format physique par Ghostly International en 2015. L'ensemble des musiques de Minecraft est comparé, par le journal The Guardian, au style de Brian Eno et d'Erik Satie.
En 2018, trois nouvelles musiques composées à l'occasion de la mise-à-jour 1.13 de Minecraft sont publiées en tant que singles.

## Musique
Cette section ne s'appuie pas, ou pas assez, sur des sources secondaires ou tertiaires indépendantes du sujet. Le texte peut contenir des analyses inexactes ou inédites de sources primaires.
Pour l'améliorer, ajoutez-en, ou placez des modèles {{Source secondaire souhaitée}} ou {{Source secondaire nécessaire}} sur les passages mal sourcés. (décembre 2020)

### Autres jeux
C418 compose ses premières musiques de jeu en 2008, travaillant sur Circle, un jeu indépendant du même nom qui ne verra jamais le jour. Après Minecraft – Volume Alpha, en mars 2012, il compose en collaboration avec Mattias Häggström Gerdt les musiques de Catacomb Snatch, un jeu créé pour la Mojam 2012 (une game jam organisée tous les ans par Mojang). Peu après, il travaille avec Notch sur 0x10c (en), un jeu de type « bac à sable » orienté science fiction, annoncé en 2012 et interrompu en 2013 puis complètement annulé peu après. C418 publie finalement l'album des musiques du jeu qu'il a terminé, en septembre 2014.
En 2021, il compose toutes les musiques de l'édition Steam du jeu Cookie Clicker, qui sort en septembre de la même année. Le jeu était originellement paru sur navigateur en 2013, sans bande son,.
Le 11 mars 2025, C418 publie la bande originale du jeu Wanderstop.

### Travail indépendant
En plus de ses musiques de jeu, Daniel Rosenfeld compose sa propre musique de manière indépendante. Il publie une grande quantité de musique sur sa page Bandcamp, sur laquelle il a officiellement publié 22 albums[source secondaire nécessaire].
En 2008, il publie deux albums de ses premières musiques, mixes et bps, ainsi que sine, un vieil EP. Son troisième album, Zweitonegoismus, sort le 16 décembre 2008 et décrit principalement son quotidien monotone et répétitif en tant qu'employé dans une chaîne de montage. Il est suivi par Bushes and Marshmallows en 2009, A Cobblers Tee Thug et life changing moments seem minor in pictures en 2010, puis par little things et 72 Minutes of Fame en 2011, ce dernier racontant les changements dans sa vie après le succès de Minecraft – Volume Alpha qui lui permet de voir la musique comme une source de revenu principale et de quitter son emploi.
En 2012, il publie un remix de The Driver qu'il a créé pour la Weebl’s virtual real band Savlonic[source secondaire nécessaire], ainsi que One, un album réalisé à partir de la bande son de Minecraft: The Story of Mojang.
En 2015 sort 148, un album qui lui tient très à cœur et qui mêle de nombreux styles et de nombreuses thématiques différentes, où il collabore notamment avec Laura Shigihara et Disasterpeace[source insuffisante].
En 2016 est réalisé 2 years of failure, un album incluant beaucoup de travaux issus de projets échoués ou de jeux annulés, ainsi que de morceaux qui n'avaient pas leur place où que ce soit ailleurs, comme Stranger Think, un remix de la musique du générique de la série Stranger Things[source secondaire nécessaire], qui connaît une grande popularité[réf. nécessaire].
C418 publie Dief en 2017, un EP très calme, réalisé pour un discours informatif de Teddy Dief.
Il annonce un nouvel album studio en juillet 2018, Excursions, en publiant sa musique principale : Beton. L'album intégral est réalisé le 7 septembre 2018, et une version CD et vinyle sortent en janvier 2019.